# Eduardas Rozentalis
Eduardas Rozentalis (Vilnius, 27 maggio 1963) è uno scacchista lituano Grande maestro.
Negli anni '80 vinse diversi campionati giovanili sovietici (1984, 1985, 1987).
Nel 1990 vinse a Ginevra il suo primo torneo internazionale.
Dalla metà degli anni '90 cominciò ad ottenere notevoli successi in diversi tornei:
- 1997 : pari primo al torneo di Hastings 1996/97
- 2000 : 1º a Beersheba
- 2002 : 1º nel fortissimo Open di Cappelle la Grande (2º a pari punti nel 2003)
- 2003 : pari primo a Montréal con Sergej Smagin
- 2004 : 1º a Gausdal; =1º ad Amburgo e Genova
- 2005 : =1º nella Rilton Cup di Stoccolma
- 2007 : =2º a Gausdal con Michail Krasenkov e Lajos Portisch
- 2008 : 1º a Augusta; =1º a Bad Wörishofen
- 2009 : 2º al Naidorf Memorial di Varsavia

Dal 1992 al 2008 ha giocato per la Lituania in otto Olimpiadi (sette volte in prima scacchiera), con il risultato complessivo di +24 =42 –17.
Il suo record nel rating mondiale lo ottiene nella classifica FIDE di ottobre 2003 dove ottiene 2633 punti Elo